# Непредвиденное убийство
«Непредвиденное убийство» (англ. Homicide) — американский кинофильм в жанре «полицейская драма». Главную роль в фильме сыграл Джо Мантенья. Фильм был высоко оценён критикой, Роджер Эберт дал ему 4 звезды из возможных четырёх.

## Сюжет
Полицейский детектив Боб Голд, вместе с коллегами, ведёт поиск афроамериканца подозреваемого в убийстве двух копов. Ему поручают против его воли заниматься делом об убийстве пожилой еврейки, владелицы магазина. Банальное на первой взгляд ограбление и убийство выводят Голда к давней истории о контрабанде оружия в особо крупных размерах. Несмотря на весьма скептическое отношение к иудаизму, он впервые начинает задумываться над своим еврейским происхождением.
Меж тем дело о двойном убийстве полицейских продолжается. С помощью Голда детективы выходят на след убийцы, но никак не могут заманить его в ловушку. В это время Голд знакомится с группой еврейских экстремистов.

## Награды
- Каннский кинофестиваль (Золотая пальмовая ветвь) (1991 год) (номинация).